# Flatoidinus acuta
Flatoidinus acuta är en insektsart som först beskrevs av Philip Reese Uhler 1901.  Flatoidinus acuta ingår i släktet Flatoidinus och familjen Flatidae. Inga underarter finns listade i Catalogue of Life.